# James Cosmo
James Ronald Gordon Cosmo Copeland (Clydebank, 24 de mayo de 1948) es un actor británico, con numerosas participaciones en cine y televisión desde finales de la década de 1960.

## Primeros años
Cosmo nació en la ciudad de Clydebank, Escocia, hijo del también actor James Copeland. Él ha sido un elemento básico de la televisión británica, apareciendo en cientos de programas de televisión, labrándose un renombre de "tipo duro".

## Carrera
Él es más familiar para el público internacional por sus papeles en películas como Angus MacLeod en Highlander, Campbell en Braveheart y como Papá Noel en la adaptación de The Chronicles of Narnia: The Lion, the Witch and the Wardrobe. Durante su carrera de actor también ha tenido papeles en películas como Trainspotting, La última legión, Troya, y 2081. En televisión es particularmente conocido por haber dado vida al Lord Comandante de la Guardia de la Noche, Jeor Mormont, en la serie de HBO Juego de Tronos.

## Vida privada
Está casado con Annie Harris desde el 2000 y tiene dos hijos: Findlay y Ethan. Es aficionado a la tauromaquia y se ha dejado ver durante la feria de San Fermín en compañía del matador de toros Juan José Padilla.

## Filmografía

### Películas
| Año  | Título                                                         | Papel                    | Notas                    |
| ---- | -------------------------------------------------------------- | ------------------------ | ------------------------ |
| 1969 | La batalla de Inglaterra                                       | Jamie                    |                          |
| 1969 | The Virgin Soldiers                                            | Waller                   |                          |
| 1971 | Assault                                                        | Sargento detective Beale |                          |
| 1972 | Doomwatch                                                      | Bob Gillette             |                          |
| 1972 | El joven Winston                                               | Oficial en entrenamiento |                          |
| 1972 | Sutherland's Law                                               | Ian Campbell             | Película para televisión |
| 1972 | The Stone Tape                                                 | Cliff Dow                | Película para televisión |
| 1982 | Living Apart Together                                          | Sacerdote                |                          |
| 1985 | Operation Julie                                                | Longfellow               | Película para televisión |
| 1986 | Highlander                                                     | Angus Macleod            |                          |
| 1988 | Lunes tormentoso                                               | Tony                     |                          |
| 1989 | The Nightwatch                                                 | James Smithson           | Película para televisión |
| 1990 | Treasure Island                                                | Redruth                  | Película para televisión |
| 1990 | The Fool                                                       | Sr. Bowring              |                          |
| 1995 | Braveheart                                                     | Campbell                 |                          |
| 1996 | Trainspotting                                                  | Sr. Renton               |                          |
| 1996 | Emma                                                           | Sr. Weston               |                          |
| 1997 | Santa/Claws                                                    | Santa Claus              | Cortometraje             |
| 1998 | Urban Ghost Story                                              | Ministro                 |                          |
| 1998 | Babe: Pig in the City                                          | Thelonius                |                          |
| 1999 | Sunset Heights                                                 | Macdonald                |                          |
| 1999 | The Match                                                      | Billy Bailey             |                          |
| 1999 | Billy and Zorba                                                | Zorba                    | Cortometraje             |
| 1999 | Split Second                                                   | Donald Paterson          | Película para televisión |
| 1999 | One More Kiss                                                  | Frank                    |                          |
| 2000 | Honest                                                         | Tommy Chase              |                          |
| 2000 | Reflections Upon the Origin of the Pineapple                   | Narrador                 | Cortometraje             |
| 2000 | The Last of the Blonde Bombshells                              | McNab                    | Película para televisión |
| 2001 | To End All Wars                                                | Stuart McLean            |                          |
| 2001 | All the Queen's Men                                            | Archie                   |                          |
| 2002 | Once Upon a Time in the Midlands                               | Billy                    |                          |
| 2002 | Las cuatro plumas                                              | Coronel Sutch            |                          |
| 2002 | El misterio de Wells                                           | Lambert                  |                          |
| 2003 | Skagerrak                                                      | Robert                   |                          |
| 2003 | Man Dancin'                                                    | Donnie McGlone           |                          |
| 2003 | Solid Air                                                      | Finn                     |                          |
| 2004 | One Last Chance                                                | John                     |                          |
| 2004 | Troya                                                          | Glauco                   |                          |
| 2005 | The Adventures of Greyfriars Bobby                             | James Brown              |                          |
| 2005 | The Chronicles of Narnia: The Lion, the Witch and the Wardrobe | Santa Claus              |                          |
| 2006 | Half Light                                                     | Finlay Murray            |                          |
| 2006 | Slipp Jimmy fri                                                | HudMaSpecs               | Voz                      |
| 2006 | The Lives of the Saints                                        | Sr. Karva                |                          |
| 2007 | La última legión                                               | Hrothgar                 |                          |
| 2007 | The Seeker: The Dark is Rising                                 | Dawson                   |                          |
| 2007 | Where Have I Been All Your Life                                | John                     | Cortometraje             |
| 2007 | Comet Impact                                                   | Brenden Kelly            | Película para televisión |
| 2009 | 2081                                                           | George Bergeron          | Cortometraje             |
| 2009 | The Clan                                                       | Hector McGinley          |                          |
| 2010 | One Night in Emergency                                         |                          | Película para televisión |
| 2010 | Outcast                                                        | Terrateniente            |                          |
| 2010 | Donkeys                                                        | Alfie                    |                          |
| 2010 | The Runway                                                     | Sutherland               |                          |
| 2010 | The Santa Incident                                             | Nick                     | Película para televisión |
| 2011 | No Saints for Sinners                                          | Murphy                   |                          |
| 2011 | The Glass Man                                                  | Pecco                    |                          |
| 2012 | Citadel                                                        | Sacerdote                |                          |
| 2012 | Songs for Amy                                                  | Murdo                    |                          |
| 2013 | Get Lucky                                                      | Sr. Zigic                |                          |
| 2013 | The Golden Scallop                                             | Juez Wellington          |                          |
| 2013 | Hammer of the Gods                                             | Rey Bagsecg              |                          |
| 2013 | Justin and the Knights of Valour                               | Blucher                  | Voz                      |
| 2013 | The Christmas Candle                                           | Herbert Hopewell         |                          |
| 2013 | Sea Out                                                        | Joe                      | Cortometraje             |
| 2013 | Dying Light                                                    | Policía                  |                          |
| 2014 | The Boogeyman                                                  | Dr. Harper               | Cortometraje             |
| 2014 | We Still Kill the Old Way                                      | Arthur                   |                          |
| 2014 | Hole                                                           | Cooper                   | Cortometraje             |
| 2015 | Moonwalkers                                                    | Dawson                   |                          |
| 2015 | Carried                                                        | Henry Hunter             | Cortometraje             |
| 2015 | The Legend of Barney Thomson                                   | James Henderson          |                          |
| 2015 | The Pyramid Texts                                              | Ray                      |                          |
| 2015 | Estranged                                                      | Albert                   |                          |
| 2016 | Project 12: The Bunker                                         | Brian Balanowsky         |                          |
| 2016 | Breakdown                                                      | Albert Chapman           |                          |
| 2016 | Mikelis                                                        | Mikelis                  | Cortometraje             |
| 2016 | Dark Signal                                                    | Alan                     |                          |
| 2016 | Ben-Hur                                                        | Quintus                  |                          |
| 2016 | Gunned Down                                                    | Ray Dixon                |                          |
| 2016 | Whisky Galore!                                                 | Macalister el Ministro   |                          |
| 2016 | Tomorrow                                                       | Sr. Charles              |                          |
| 2016 | Monochrome                                                     | Roger Daniels            |                          |
| 2016 | Eliminators                                                    | Cooper                   |                          |
| 2017 | T2: Trainspotting                                              | Sr. Renton               |                          |
| 2017 | Wonder Woman                                                   | Field Marshall Haig      |                          |
| 2017 | The Ten Bells                                                  | Inspector Collins        |                          |
| 2018 | In Darkness                                                    | Niall                    |                          |
| 2018 | Malevolent                                                     | Grandfather              |                          |
| 2018 | Outlaw King                                                    | Robert de Brus           |                          |
| 2021 | The Kindred                                                    | Frank Menzies            |                          |

### Series
| Año       | Título                             | Papel                                   | Notas                            |
| --------- | ---------------------------------- | --------------------------------------- | -------------------------------- |
| 1965-1969 | Dr. Finlay's Casebook              | Soldado David / Peter Randall           | 2 episodios                      |
| 1966      | Ransom for a Pretty Girl           | Charlie Milne                           | Miniserie                        |
| 1966      | This Man Craig                     | Douglas McGrath                         | 1 episodio                       |
| 1967      | St. Ives                           | Dalmahoy                                | 2 episodios                      |
| 1967      | The Revenue Man                    | Andrew                                  | 1 episodio                       |
| 1968      | Detective                          | Sargento MacGregor                      | 1 episodio                       |
| 1969      | Softly Softly                      | McBride                                 | 1 episodio                       |
| 1970      | The Borderers                      | Hector                                  | 1 episodio                       |
| 1970      | The Wednesday Play                 | Suboficial Patterson                    | 1 episodio                       |
| 1971      | UFO                                | Teniente Anderson                       | 1 episodio                       |
| 1971      | The Persuaders!                    | Inspector Williams                      | 1 episodio                       |
| 1971      | The View from Daniel Pike          | Det. Sanderson                          | 1 episodio                       |
| 1973      | ITV Playhouse                      | Sargento Robbins                        | 1 episodio                       |
| 1973      | Sutherland's Law                   | Ian Campbell                            | 1 episodio                       |
| 1973-1977 | Warship                            | L. / Fuller                             | 20 episodios                     |
| 1974      | Play for Today                     | Loch                                    | 1 episodio                       |
| 1975      | Churchill's People                 | Robert Bruce                            | 1 episodio                       |
| 1975      | Quiller                            | Hamilton                                | 1 episodio                       |
| 1976      | Survivors                          | Lenny Carter                            | 1 episodio                       |
| 1976      | Orde Wingate                       | Brigadier Calvert                       | 3 episodios                      |
| 1977      | George & Mildred                   | Keith                                   | 1 episodio                       |
| 1977-1978 | Midnight is a Place                | Davey Scatcherd                         | 3 episodios                      |
| 1978      | The Standard                       | Harry Bray                              | 1 episodio                       |
| 1978      | The Sweeney                        | Sargento Davy Freeth                    | 1 episodio                       |
| 1978      | Kidnapped                          | Beggar                                  | Miniserie, 1 episodio            |
| 1979      | Dick Barton: Special Agent         | Jock Anderson                           | 29 episodios                     |
| 1979      | Thundercloud                       | CPO Hawkins                             | 13 episodios                     |
| 1979      | The Onedin Line                    | Glasgow McDade                          | 1 episodio                       |
| 1979      | Los profesionales                  | Glover                                  | 1 episodio                       |
| 1980      | Take the High Road                 | Alex Geddes                             | 1 episodio                       |
| 1980      | Hammer House of Horror             | Willis                                  | 1 episodio                       |
| 1981      | The Nightmare Man                  | Sargento Carch                          | 4 episodios                      |
| 1981      | The House on the Hill              | Bonfield                                | 1 episodio                       |
| 1981      | Strangers                          | Sargento Galbraith                      | 1 episodio                       |
| 1982      | King's Royal                       | Colin Lindsay                           | 1 episodio                       |
| 1984      | Minder                             | Jock McLeish                            | 1 episodio                       |
| 1984      | Murder Not Proven?                 | Sargento Munro                          | 1 episodio                       |
| 1984      | El espantapájaros y la señora King | Dr. Ian McCarran                        | 1 episodio                       |
| 1984      | Fairly Secret Army                 | Colin Carstairs                         | 2 episodios                      |
| 1985      | Lytton's Diary                     | Harry Owen                              | 1 episodio                       |
| 1985      | Big Deal                           | McFee                                   | 1 episodio                       |
| 1985-1986 | C.A.T.S. Eyes                      | Howard / McNeill                        | 2 episodios                      |
| 1986      | Running Scared                     | Detective Inspector McNeil              | 6 episodios                      |
| 1986      | Lost Empires                       | Inspector Furness                       | Miniserie, 1 episodio            |
| 1987      | La Superabuela                     | Sr. McBigg                              | 1 episodio                       |
| 1987      | Brond                              | Primo                                   | 3 episodios                      |
| 1988      | Codename: Kyril                    | Bonham                                  | Miniserie, 1 episodio            |
| 1988      | Taggart                            | Victor Baird                            | 1 episodio                       |
| 1989      | Crossbow                           | Anton                                   | 1 episodio                       |
| 1989      | Winners and Losers                 | Frank Kerr                              | Miniserie, 3 episodio            |
| 1989      | The Justice Game                   | Glen                                    | 4 episodios                      |
| 1989      | Saracen                            | Miekera                                 | 1 episodio                       |
| 1989-1993 | Casualty                           | Tony / John Breckman                    | 2 episodios                      |
| 1989-1999 | The Bill                           | Patrick Grainger / D.C.I. Cameron       | 2 episodios                      |
| 1990      | The Campbells                      | Sargento Henderson                      | 1 episodio                       |
| 1990      | El C.I.D.                          | Sands                                   | 1 episodio                       |
| 1991      | The Sharp End                      | Carmichael                              | Miniserie, 1 episodio            |
| 1991      | Stay Lucky                         | Bigmac                                  | 1 episodio                       |
| 1992      | Screaming                          |                                         |                                  |
| 1992      | Medics                             | Harry Liverege                          | 1 episodio                       |
| 1992      | Heartbeat                          | Matthew Chapman                         | 1 episodio                       |
| 1992      | Rab C. Nesbitt                     | Profesor                                | 1 episodio                       |
| 1993      | Scene                              | Oficial de recepción                    | 1 episodio                       |
| 1993      | Between the Lines                  | D.C.C. Birman                           | 1 episodio                       |
| 1994      | The House of Eliott                | James Maxton                            | 1 episodio                       |
| 1994      | Alleyn Mysteries                   | Mayor Keith Ballantyne                  | 1 episodio                       |
| 1994      | Screen Two                         | Jerry                                   | 1 episodio                       |
| 1994-1995 | Roughnecks                         | Tom                                     | 13 episodios                     |
| 1996      | Bad Boys                           | Tam Devlin                              | 1 episodio                       |
| 1997      | Ivanhoe                            | Cedric                                  | Miniserie, 5 episodios           |
| 1997      | Ain't Misbehavin'                  | Malky Fraser                            | 3 episodios                      |
| 1997      | Soldier Soldier                    | Teniente coronel Philip Drysdale        | 9 episodios                      |
| 1998      | Two Lives                          | Eddie                                   | 1 episodio                       |
| 1999      | Cleopatra                          | Agrippa                                 | 2 episodios                      |
| 1999      | Comedy Lab                         | David                                   | 1 episodio                       |
| 2000      | El décimo reino                    | Blind Woodsman                          | Miniserie, 1 episodio            |
| 2000      | Tales from the Madhouse            | El centurión                            | Miniserie, 1 episodio            |
| 2000      | Badger                             | Charlie Maddox                          | 1 episodio                       |
| 2000-2001 | Rebus                              | Morris Gerald Cafferty / Moris Cafferty | 2 episodios                      |
| 2001      | Best of Both Worlds                | William Landucci                        | 1 episodio                       |
| 2004      | Biography                          | Narrador                                | Miniserie documental, 1 episodio |
| 2005      | Little House on the Prairie        | Sr. Scott                               | Miniserie, 4 episodios           |
| 2007      | Midsomer Murders                   | Jack McKinley                           | 1 episodio                       |
| 2008      | The Colour of Magic                | Galder Weatherwax                       | Miniserie, 1 episodio            |
| 2009      | Merlín                             | Hengist                                 | 1 episodio                       |
| 2010      | Castle                             | Finn Rourke                             | 1 episodio                       |
| 2010      | The Flashforward                   | Philip                                  | 1 episodio                       |
| 2010      | Sons of Anarchy                    | Padre Kellan Ashby                      | 8 episodios                      |
| 2011-2013 | Juego de tronos                    | Jeor Mormont                            | 12 episodios                     |
| 2012      | Silent Witness                     | Arnold Mears                            | 2 episodios                      |
| 2013      | Death in Paradise                  | Roger Seymour                           | 1 episodio                       |
| 2013      | Case Histories                     | Len Lomax                               | 1 episodio                       |
| 2014      | New Worlds                         | Goffe                                   | Miniserie, 1 episodio            |
| 2015      | Magnum Opus                        | Moshe Navon                             | 1 episodio                       |
| 2016      | Shetland                           | Arthur McCall / Arthut McCall           | 4 episodios                      |
| 2016      | Stag                               | Guardabosque                            | 2 episodios                      |
| 2016      | The Durrells                       | Capitán Creech                          | 2 episodios                      |
| 2016      | The Collection                     | Jules Trouvier                          |                                  |
| 2017      | Celebrity Big Brother              | Él mismo                                | Finalista temporada 29           |
| 2017      | SS-GB                              | Harry Woods                             | 5 episodios                      |
| 2019      | Chernobyl                          | Un minero                               | 1 episodio                       |
| 2019      | His Dark Materials                 | Farder Coram                            |                                  |
| 2022      | Jack Ryan                          | Luka Gocharov                           |                                  |